# Maria Domenica Mantovani
Maria Domenica Mantovani, P.S.S.F., řeholním jménem Josefína od Neposkvrněného početí (12. listopadu 1862, Castelletto di Brenzone – 2. února 1934, tamtéž) byla italská římskokatolická řeholnice, spoluzakladatelka a první představená kongregace Malých sester Svaté Rodiny. Katolická církev ji uctívá jako světici.

## Život

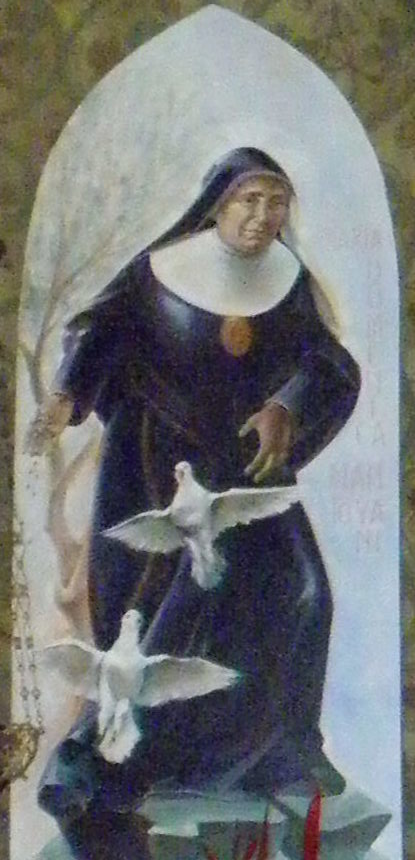
Obraz

Narodila se v Castelletto di Brenzone dne 12. listopadu 1862 jako nejstarší ze čtyř dětí rodičům Giovannimu Mantovanimu a Prudenze Zamperini. V dětství absolvovala krátké studium, náboženství ji učili rodiče.
Roku 1886 slíbila Bohu své panenství a rozhodla se stát řeholnicí. Pracovala na založení nové ženské řeholní kongregace Malých sester Svaté Rodiny, kterou založila spolu s knězem a svým duchovním vůdcem bl. Giuseppem Nascimbenim roku 1892.
Již 4. listopadu 1892 přijala jí založená kongregace čtyři nové členky. Byla zvolena první generální představenou této kongregace, kterýž úřad zastávala několik desetiletí po několik funkčních období. Oficiální potvrzení o svém založení obdržela její kongregace od papeže Pia XI. 3. června 1932.
Zemřela po prodělání chřipky v Castelletto di Brenzone dne 2. února 1934.

## Úcta
Její beatifikační proces byl zahájen dne 27. ledna 1987, čímž obdržela titul služebnice Boží. Dne 24. dubna 2001 ji papež sv. Jan Pavel II. podepsáním dekretu o jejích hrdinských ctnostech prohlásil za ctihodnou.
Blahořečil ji na Svatopetrském náměstí dne 27. dubna 2003 spolu s několika dalšími zakladateli kongregací papež sv. Jan Pavel II. Svatořečena byla spolu s několika dalšími světci taktéž na Svatopetrském náměstí dne 15. května 2022 papežem Františkem.
Její památka je připomínána 2. února. Bývá zobrazována v řeholním oděvu.